# Madeleine Peyroux
Madeleine Peyroux (Athens, 1974) é uma cantora de jazz americana, que escreve e interpreta suas proprias composições e letras. É especialmente lembrada por seu estilo vocal, que em muito lembra o estilo da cantora Billie Holiday.

## Infância
Peyroux nasceu no estado da Geórgia, no Sul dos Estados Unidos, mas viveu também na Califórnia, na cidade de Nova Iorque e em Paris. O seu pai era um aspirante de actor que "ouvia música a toda a hora" e a sua mãe era uma professora de francês. Peyroux, que já classificou os seus pais como "educadores excêntricos" e "hippies", aprendeu a tocar o ukelele da sua mãe quando ainda era criança. Numa entrevista que deu no programa "Live From Abbey Road", disse que a música era a forma de estarem todos juntos e um local "especial e escondido" da casa.

## Carreira
Começou a cantar com quinze anos de idade, quando descobriu os artistas de rua do boêmio Quartier Latin, em Paris. Ela integrou o grupo The Riverboat Shufflers, primeiro passando o chapéu, e então, depois, cantando. Aos 16 anos, passou a fazer parte da The Lost Wandering Blues and Jazz Band, grupo com o qual passou dois anos em turnê pela Europa, interpretando canções de estrelas do Jazz como Fats Waller, Billie Holiday,Ella Fitzgerald e Bessie Smith, entre outros, dando base ao reportório do seu primeiro álbum, Dreamland. Estas experiências foram decisivas na carreira de Peyroux, que, em todos os álbuns, tem canções que realçam as vantagens de uma vida simples e sem complicações ("(Getting Some) Fun Out of Life"; "Always a Use"; "This is Heaven To Me"; "A Little Bit" e, talvez mais notoriamente, em "Homeless Happiness"). 
Dreamland foi lançado em  1996, e logo ganhou expressiva atenção. Com três canções originais (" Hey Sweet Man", "Always a Use" e "Dreamland", que deu título ao álbum), e covers de Patsy Cline,Holiday e Smith, Peyroux recebeu a alcunha de "Billie Holiday do século XXI. A revista Time chegou a classificar o álbum como "a mais excitante, envolvente performance vocal feita por uma nova cantora no ano". Peyroux logo se viu abrindo concertos para Sarah McLachlan e Cesaria Evora, além realizar diversas aparições em conceituados festivais de Jazz, como o festival de Montreal, em 1997.
Depois do lançamento e promoção do álbum, em 1997, Peyroux começou as gravações de um segundo disco. No entanto, foi diagnosticada ocm problemas nas cordas vocais e, alegadamento, teve problemas com a sua editora. Segundo disse numa entrevista, "começava as músicas mas não as acabava". A cantora acabou por desistir de lançar este álbum e voltou às suas raízes, a dar concertos na ruas de Paris e em cafés nos Estados Unidos.
Vivendo uma vida anônima, ela continuou a contribuir com o trabalho de outros artistas, mas raramente se apresentava em clubes com seu verdadeiro nome. Em 2002,Peyroux conheceu William Galison e começaram a actuar juntos. Gravaram um EP, "Got You on My Mind", que vendiam nos seus concertos e pela internet.
Entretanto, em 2003, Peyroux entrou em contacto com a editora Rounder, e apresentou o EP que tinha gravado com Galison como demo, apesar de já estarem separados. Então, em 2004, 8 depois do seu primeiro trabalho, foi lançado "Careless Love (album)| Careless Love]], que se a trouxe novamente para a ribalta. Neste album, Peyroux trabalhou com Larry Klein, com quem viria a trabalhar nos seus discos seguintes. Uma das suas adapatações mais conhecidas, "Dance Me To The End of Love", de Leonard Cohen, foi lançada pela primeira vez nesta gravação. Outras covers do disco eram "Between the Bars" (Elliot Smith), "You're Gonna Make Me Lonesome When You Go" (Bob Dylan) e "Weary Blues", de Hank Williams; sendo o úncio tema original "Don't Wait Too Long".
Em Agosto de 2005, sua gravadora, preocupada com a possibilidade de que a cantora desaparecesse novamente, alertou a mídia e contratou um detetive particular. Constrangedoramente, a cantora logo foi encontrada com seu agente em Nova Iorque. 

Depois do sucesso de "Careless Love", Madeleine Peyroux voltou ao estúdio e gravou "Half of The Perfect World", lançado em 2006. Desta feita, o álbum tinha quatro temas originais, novas covers de Leonard Cohen ("Blue Alert";"Half the Perfect World"), Tom Waits e Serge Gainsburg.
Em Março de 2009, Peyroux lanço um álbum totalmente composto por originais, Bare Bones.

## Problemas legais
Peyroux e sua gravadora foram processados por William Galison em 2004. De acordo com a gravadora, a Rounder Records', Peyroux e seu agente apresentaram o EP Got You On My Mind a eles como a demo da cantora, exclusivamente, concordando ainda em comercializá-lo apenas depois do lançamento de Careless Love. De acordo com Peyroux e seus advogados, ela contou à gravadora Rounder que Galison era o co-autor da gravação. Gallison lançou o álbum por um selo próprio, em 2004, e juntou-lhe mais quatro faixas compostas por si.

## Madeleine Peyroux no Brasil e em Portugal
Madeleine Peyroux já deu diversos concertos no Brasil e América Latina, tendo sido convidada no Programa do Jô por duas vezes. Em Portugal, Madeleine Peyroux atuou duas vezes, em 18 de Novembro de 2006 e em 7 de Julho de 2011.

## Discografia
- 1996: Dreamland (Atlantic)
- 2004: Got You on My Mind, with William Galison (Waking Up)
- 2004: Careless Love (Rounder)
- 2006: Half the Perfect World (Rounder)
- 2009: Bare Bones(Rounder)
- 2011: Standing on the Rooftop (Rounder)
- 2013: The Blue Room
- 2016: Secular Hymns
- 2018: Anthem